# Mezozóna
A mezozóna (görög: μέσος (meso-) „közép“ és ζώνη (zōnē) „öv”) a geológia és kőzettan által használt szakkifejezés, amely azt határozza meg, hogy a metamorfózis milyen körülmények között zajlott le. A mezozónának megfelelő hőmérséklet 300 °C és 700 °C között van.
Kőzetei:
- Csillámpala
- Biotit
- Muszkovit
- Sztaurolit
- Gránát

## Lásd még
- Epizóna
- Katazóna